# Aulogastromyia anisodactyla
Aulogastromyia anisodactyla är en tvåvingeart som först beskrevs av Friedrich Hermann Loew 1845.  Aulogastromyia anisodactyla ingår i släktet Aulogastromyia och familjen lövflugor. Enligt den finländska rödlistan är arten otillräckligt studerad i Finland. Arten är reproducerande i Sverige. Artens livsmiljö är lundskogar. Inga underarter finns listade i Catalogue of Life.